# 36
Năm 36 là một năm trong lịch Julius. 